# Love Is the Answer
«Love Is the Answer» —en español: «El amor es la respuesta»— es una canción de la cantante estadounidense Mýa, que cuenta con la producción del DJ y productor discográfico de origen francés Cedric Gervais. Fue lanzado como sencillo el 8 de febrero de 2011 y fue incluida en una edición especial de K.I.S.S., el sexto álbum de estudio de Mýa y en el segundo álbum de Gervais, Miamication

## Antecedentes
En una entrevista con AOL, Mya reveló la inspiración a cerca de la composición de la letra de la canción. La humanidad, la convivencia y en las causas sociales en la que estoy involucrada, como lo es la campaña NOH8, y la que esta canción fue destinada a promover dicha campaña. Todo es cuestión de amor y de aceptación universal, independientemente de las diferencias a través de una buena pista bailable.
Mýa y Cedric Gervais interpretaron "Love Is the Answer" en la ceremonia de la 26.ª edición de la  International Dance Music Awards en marzo de 2011.

## Video musical
El clip fue dirigido y producido por 8112 Studios y filmado en Washington D. C., entre los días 20 y 22 de diciembre de 2010. Fue la primera vez que Harrison grabó un video musical en Washington D. C. Mýa eligió grabar el video en Washington D. C., no sólo para mostrar la ciudad, sino, porque siente ser una de las "embajadoras creativas de la ciudad".
Después de varios retrasos y conflictos con Ultra Records por su edición, el video musical se estrenó el 18 de mayo de 2011, en el Blog de Perez Hilton. El video musical contó con cameos del bloguero y de la comediante mexicano-estadounidense La Coacha.

## Listado de canciones
| Descarga digital |                                                  |          |  |
| N.º              | Título                                           | Duración |  |
| 1.               | «Love Is the Answer» (Radio Edit)                | 2:57     |  |
| 2.               | «Love Is the Answer» (Club Mix)                  | 6:02     |  |
| 3.               | «Love Is the Answer» (Second Sun Remix)          | 9:39     |  |
| 4.               | «Love Is the Answer» (Mysto & Pizzi Vocal Remix) | 6:53     |  |
| 5.               | «Love Is the Answer» (Mysto & Pizzi Dub Remix)   | 7:08     |  |
| 6.               | «Love Is the Answer» (DJ Ortzy & Mark M. Remix)  | 7:38     |  |
| 7.               | «Love Is the Answer» (Sebjak Remix)              | 6:26     |  |